# 拉多斯拉夫·普羅哈茨卡
拉多斯拉夫·普羅哈茨卡（1972年3月31日—）是斯洛伐克的一位律師和政治家。他是政黨「網路」的黨魁。他以獨立候選人的身份參加了2014年斯洛伐克總統選舉。普羅哈茨卡擁有美國耶魯大學的法學研究所學位。2010年，他首次當選國會議員。在2010年斯洛伐克總統選舉第一輪投票中，他獲得21%的得票，排名第三。